# LaVell Edwards

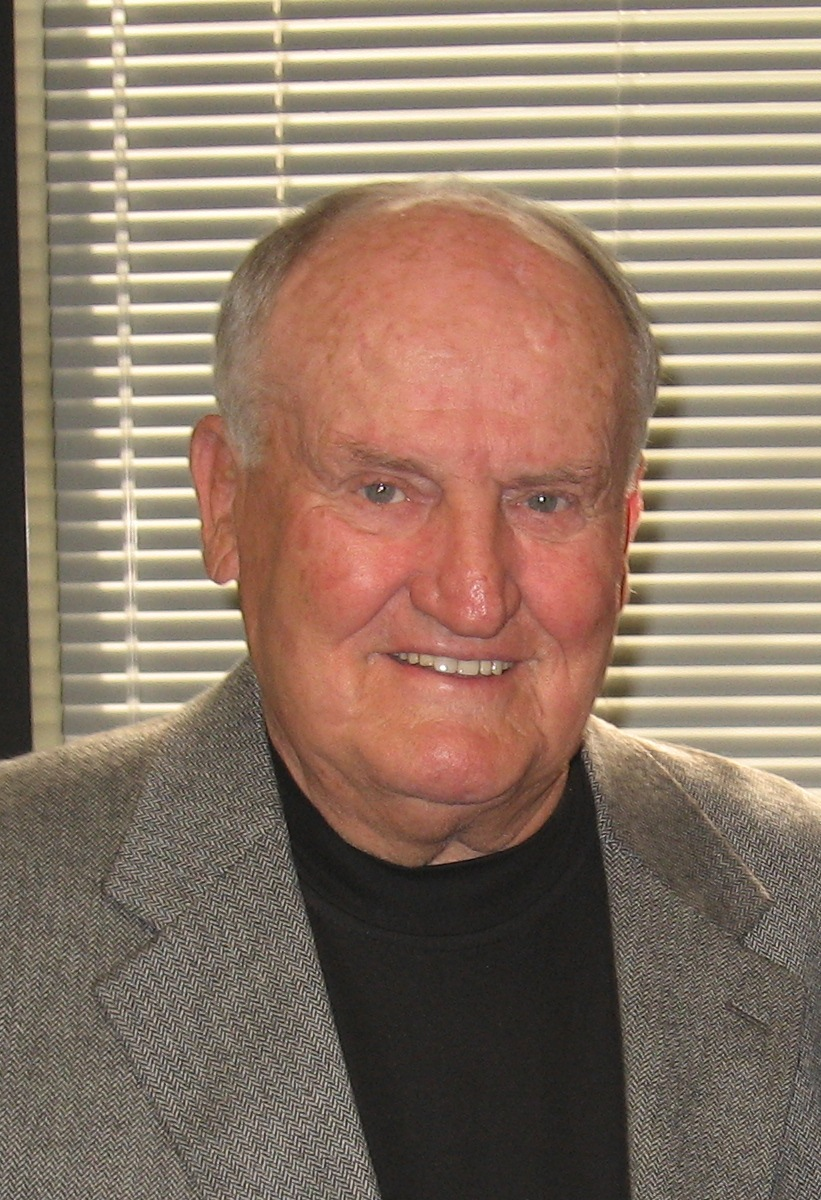
LaVell Edwards, 2010

Reuben LaVell Edwards (* 11. Oktober 1930 in Orem; † 29. Dezember 2016 in Provo) war ein amerikanischer Trainer und Spieler im Bereich des College Football. Er fungierte von 1972 bis 2000 als Cheftrainer des Footballteams der Brigham Young University und errang mit dem Team 1984 den Landesmeistertitel der Division I-A der NCAA sowie 19 Conference-Meisterschaften.

## Leben
LaVell Edwards wurde 1930 in Orem im US-Bundesstaat Utah geboren und spielte zwischen 1949 und 1951 als Center und Linebacker für die Utah State Aggies, das Footballteam der Utah State University. Dort schloss er 1952 auch sein Studium mit einem Bachelor in Sporterziehung ab. Nach einer anschließenden zweijährigen Dienstzeit in der United States Army war er zunächst von 1954 bis 1961 als Footballtrainer an einer Highschool in South Salt Lake tätig. Während dieser Zeit erlangte er 1960 einen Master-Abschluss an der University of Utah.
Im Jahr 1962 wechselte er als Assistenztrainer der BYU Cougars an die Brigham Young University, an der er zehn Jahre später die Position des Cheftrainers übernahm, die er bis zum Jahr 2000 innehatte. Während dieser Zeit gewann er mit dem Team 1984 die nationale Meisterschaft der Division I-A der National Collegiate Athletic Association sowie 19 Conference-Meisterschaften der WAC beziehungsweise der MWC und sieben Bowl-Spiele. Zudem waren die BYU Cougars 1996 das erste Team in der College-Football-Geschichte, das 14 Spiele in einer Saison gewinnen konnte. Ty Detmer, der Quarterback des Teams zwischen 1987 und 1991, gewann 1990 die Heisman Trophy als bester Spieler im Bereich des College Football. Sechs Quarterbacks seiner Teams, neben Ty Detmer unter anderem Steve Young und Jim McMahon, wurden zum All-American gewählt. Zu den Trainern, die als Assistenten im Trainerstab von LaVell Edwards ihre Laufbahn begannen und später selbst im College-Bereich oder in der NFL erfolgreich waren, zählen unter anderem Brian Billick, Andy Reid, Kyle Whittingham und Mike Holmgren.

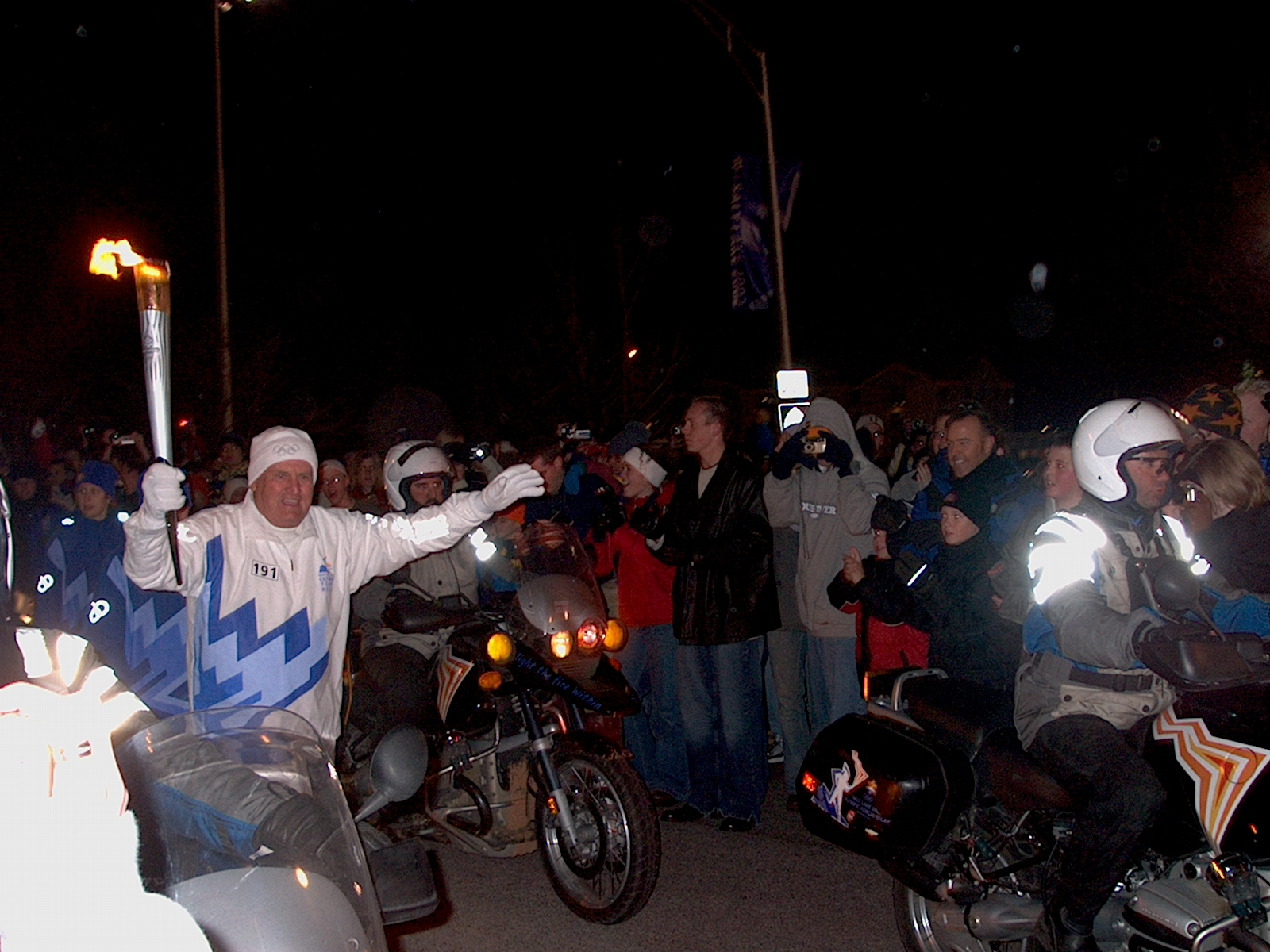
LaVell Edwards mit der Fackel der Olympischen Winterspiele 2002

Während seiner Zeit als Trainer an der Brigham Young University promovierte er dort auch 1978 im Bereich der Bildungswissenschaften. Nach dem Ende der Saison 2000/2001 beendete er seine Trainerkarriere im Alter von 70 Jahren. Mit einer Gesamtbilanz von 257 Siegen bei 101 Niederlagen und drei Unentschieden ist er der herausragendste Football-Trainer in der Geschichte der Brigham Young University und einer der erfolgreichsten Trainer in der Geschichte des College Football. Prägend für von ihm trainierten Mannschaften war insbesondere eine passorientierte Offensive, mit der er vor allem in den 1970er und 1980er Jahren die Entwicklung des gesamten Footballsports wesentlich beeinflusste.
LaVell Edwards war verheiratet und Vater von drei Kindern. Er gehörte der Kirche Jesu Christi der Heiligen der Letzten Tage an, für die er gemeinsam mit seiner Frau 2002/2003 eine Mission in New York absolvierte. Im Dezember 2016 starb er in Provo infolge von altersbedingten Komplikationen nach einer Hüftfraktur.

## Auszeichnungen

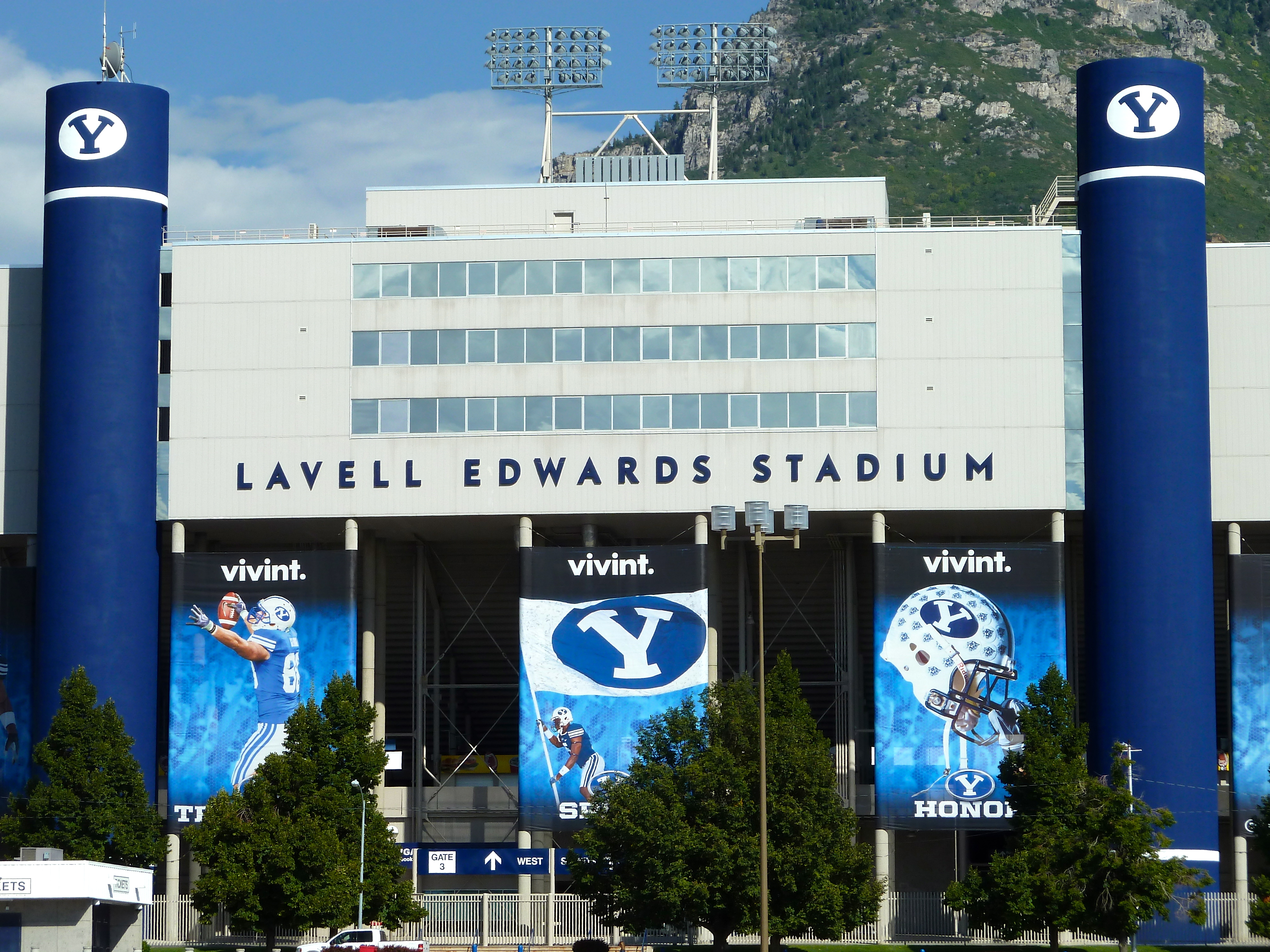
Das LaVell Edwards Stadium in Provo, Utah

LaVell Edwards erhielt 1979 und 1984 Auszeichnungen als Trainer des Jahres sowie 2003 in Anerkennung seiner Lebensleistung den Amos Alonzo Stagg Award der American Football Coaches Association. Ein Jahr später wurde er in die College Football Hall of Fame aufgenommen. Das Footballstadion der Brigham Young University, mit einer Kapazität von rund 63.500 Plätzen die größte Sportarena in Utah, trägt ihm zu Ehren seit 2000 den Namen LaVell Edwards Stadium.

## Werke (Auswahl)
- Total Conditioning: The BYU Football Way. West Point NY 1985 (als Mitautor)
- Winning Football with the Forward Pass. Boston 1985 (als Mitautor)
- Achieving: A Guide to Building Self-esteem in Young Men. Orem 1985 (als Mitautor)